# CONCACAF Gold Cup 2000
Der CONCACAF Gold Cup 2000 war die 15. Ausspielung der Kontinentalmeisterschaft im Fußball für Nord-, Mittelamerika und der Karibik und 5. unter der Bezeichnung "Gold Cup" und fand vom 12. bis 27. Februar in den USA statt.
Turniersieger Kanada qualifizierte sich für den FIFA-Konföderationen-Pokal 2001 in Japan und Südkorea.

## Spielorte
| Ort         | Stadion                       | Kapazität | Spiele                                       |
| ----------- | ----------------------------- | --------- | -------------------------------------------- |
| Miami       | Orange Bowl Stadium           | 74.000    | 6 Gruppenspiele, 2 Viertelfinale             |
| Los Angeles | Los Angeles Memorial Coliseum | 92.000    | 4 Gruppenspiele, 1 Halbfinale und Finale     |
| San Diego   | Qualcomm Stadium              | 71.000    | 2 Gruppenspiele, 2 Viertel- und 1 Halbfinale |

| Los Angeles |

| San Diego |

| Miami |

## Vorrunde

### Gruppe A
Alle Spiele in Miami.
| Pl. | Land      | Sp. | S | U | N | Tore    | Diff. | Punkte |
| --- | --------- | --- | - | - | - | ------- | ----- | ------ |
| 1.  | Honduras  | 2   | 2 | 0 | 0 | 004:000 | +4    | 06     |
| 2.  | Kolumbien | 2   | 1 | 0 | 1 | 001:200 | −1    | 03     |
| 3.  | Jamaika   | 2   | 0 | 0 | 2 | 000:300 | −3    | 0      |

|                  |   |           |           |
| 12. Februar 2000 |   |           |           |
| Kolumbien        | – | Jamaika   | 1:0 (1:0) |
| 14. Februar 2000 |   |           |           |
| Jamaika          | – | Honduras  | 0:2 (0:0) |
| 16. Februar 2000 |   |           |           |
| Honduras         | – | Kolumbien | 2:0 (0:0) |

### Gruppe B
Alle Spiele in Miami.
| Pl. | Land  | Sp. | S | U | N | Tore    | Diff. | Punkte |
| --- | ----- | --- | - | - | - | ------- | ----- | ------ |
| 1.  | USA   | 2   | 2 | 0 | 0 | 004:000 | +4    | 06     |
| 2.  | Peru  | 2   | 0 | 1 | 1 | 001:200 | −1    | 01     |
| 3.  | Haiti | 2   | 0 | 1 | 1 | 001:400 | −3    | 01     |

|                  |   |       |           |
| 12. Februar 2000 |   |       |           |
| USA              | – | Haiti | 3:0 (1:0) |
| 14. Februar 2000 |   |       |           |
| Haiti            | – | Peru  | 1:1 (0:0) |
| 16. Februar 2000 |   |       |           |
| USA              | – | Peru  | 1:0 (0:0) |

### Gruppe C
| Pl. | Land                | Sp. | S | U | N | Tore    | Diff. | Punkte |
| --- | ------------------- | --- | - | - | - | ------- | ----- | ------ |
| 1.  | Mexiko              | 2   | 1 | 1 | 0 | 005:100 | +4    | 04     |
| 2.  | Trinidad und Tobago | 2   | 1 | 0 | 1 | 004:600 | −2    | 03     |
| 3.  | Guatemala           | 2   | 0 | 1 | 1 | 003:500 | −2    | 01     |

|                                 |   |                   |           |
| 13. Februar 2000 in San Diego   |   |                   |           |
| Mexiko                          | – | Trinidad & Tobago | 4:0 (1:0) |
| 15. Februar 2000 in Los Angeles |   |                   |           |
| Trinidad & Tobago               | – | Guatemala         | 4:2 (2:1) |
| 17. Februar 2000 in Los Angeles |   |                   |           |
| Mexiko                          | – | Guatemala         | 1:1 (1:1) |

### Gruppe D
| Pl.                                            | Land       | Sp. | S | U | N | Tore    | Diff. | Punkte |
| ---------------------------------------------- | ---------- | --- | - | - | - | ------- | ----- | ------ |
| 1.                                             | Costa Rica | 2   | 0 | 2 | 0 | 004:400 | ±0    | 02     |
| 2.                                             | Kanada     | 2   | 0 | 2 | 0 | 002:200 | ±0    | 02     |
| 3.                                             | Südkorea   | 2   | 0 | 2 | 0 | 002:200 | ±0    | 02     |
| Platzierungen 2 und 3 durch Münzwurf ermittelt |            |     |   |   |   |         |       |        |

|                                 |   |            |           |
| 13. Februar 2000 in San Diego   |   |            |           |
| Costa Rica                      | – | Kanada     | 2:2 (1:1) |
| 15. Februar 2000 in Los Angeles |   |            |           |
| Südkorea                        | – | Kanada     | 0:0       |
| 17. Februar 2000 in Los Angeles |   |            |           |
| Südkorea                        | – | Costa Rica | 2:2 (1:0) |

## Finalrunde

### Viertelfinale
|                               |   |                   |                                 |
| 19. Februar 2000 in Miami     |   |                   |                                 |
| USA                           | – | Kolumbien         | 2:2 n. V. (2:2, 1:1), 1:2 i. E. |
| Honduras                      | – | Peru              | 3:5 (1:2)                       |
| 20. Februar 2000 in San Diego |   |                   |                                 |
| Costa Rica                    | – | Trinidad & Tobago | 1:2 n.GG. (1:1, 0:1)            |
| Mexiko                        | – | Kanada            | 1:2 n.GG. (1:1, 1:0)            |

### Halbfinale
|                                 |   |        |           |
| 23. Februar 2000 in San Diego   |   |        |           |
| Kolumbien                       | – | Peru   | 2:1 (1:0) |
| 24. Februar 2000 in Los Angeles |   |        |           |
| Trinidad & Tobago               | – | Kanada | 0:1 (0:0) |

### Finale
|                                 |   |           |           |
| 27. Februar 2000 in Los Angeles |   |           |           |
| Kanada                          | – | Kolumbien | 2:0 (1:0) |

## Beste Torschützen
| Rang | Spieler        | Tore |
| ---- | -------------- | ---- |
| 1    | Carlo Corrazin | 4    |
| 2    | Carlos Pavón   | 3    |

## Auszeichnungen
- Wertvollster Spieler

Der kanadische Torhüter Craig Forrest wurde als bester Spieler des Turniers ausgezeichnet.
- Rookie des Turniers

Der 22-jährige Stürmer Kanadas, Richard Hastings, wurde als bester Rookie ausgezeichnet.
- All-Star-Team

| Torhüter      | Abwehr                     | Mittelfeld                                    | Stürmer                                                                 |
| ------------- | -------------------------- | --------------------------------------------- | ----------------------------------------------------------------------- |
| Craig Forrest | Rafael Márquez Jason DeVos | Ramón Ramírez Roberto Palacios Russell Latapy | Cobi Jones Arnold Dwarika Carlo Corazzin Faustino Asprilla Carlos Pavón |